# Adolf II. von Dassel
Adolf II. von Dassel (* 1210; † 1257) war gemeinsam mit seinem Cousin Ludolf IV. von Dassel das Haupt der Familie. Wie schon sein Vater Ludolf II. von Dassel konzentrierte er den Besitz auf den Solling und den Reinhardswald. Streubesitzungen verkaufte er, darunter mit Bestätigung durch den Lehnsherrn Heinrich I. von Köln Burg Hachen mit Eisborn und Kirchlinde, ersteren Besitz an Gottfried II. von Arnsberg, letzteren an das Katharinenkloster Dortmund. Der Versuch zur Bildung einer Landesherrschaft um Nienover kam aber zu spät und er konnte sich gegen die wiedererstarkten Welfen auf Dauer nicht durchsetzen. Wahrscheinlich hat er die Burgen und Grafschaften Meiser-Schartenberg und Schöneberg erworben.
Er war wahrscheinlich mit Ermentrud von Eppstein verheiratet. Ermentrud war wahrscheinlich die Schwester des Mainzer Erzbischofs Siegfried III. Wegen dieser Verwandtschaft unterstützte Mainz die Unabhängigkeitsbemühungen des Klosters Lippoldsberg von den Dasseler Vögten im 13. Jahrhundert nicht.

## Nachkommen
- Adolf V.
- Adolf VI.
- Ermentrud ⚭ Konrad III. von Everstein
- Gertrud
- Hartmann
- Heidenreich
- Hermann
- Ludolf VI. ⚭ Regelind von Brakel
- Reinold IV.
- Sophia